# Sebuk Tigin de Gazni
Sebük Tegīn (en persa: ابو منصور سبکتگین‎ (997-942, o Sebuktigin, se considera por los historiadores como el fundador del Imperio gaznávida. Fue un antiguo mameluco de origen turco, nacido en Barkson y yerno de Alptegin.
Gobernó en el periodo 977-997.

## Linaje
A los veinte años fue hecho prisionero por una tribu guerrera vecina y vendido a un mercader, llamado Nasr Hagi, quien lo vendió a su vez a Alptegin en Bujara, gobernador de Jorasán por cuenta de los samánidas. Cuando Alptegin se rebeló contra éstos, elevó a Sebuktegin a la categoría de general, y le casó con su hija.
En 977 se convirtió en gobernante de Gazni, aumentando las conquistas de su suegro hasta el norte de Balj, el oeste de Kandahar, y el este del río Indo. Fue reconocido por el califa At-Ta'i como gobernador de Gazni.
Murió en 997, siendo sucedido por su hijo Ismail, pero el hermano de éste, Mahmud, se rebeló y conquistó Gazni.

## Carrera militar
Creció en los círculos próximos a Alptegin, alcanzando los títulos de Amir ul-Umra (jefe de los nobles) y Wakil-e Mutlak (representante). Se involucró fuertemente en la defensa de la independencia de Gazni durante los siguientes quince años. como general de Alptegin y sus sucesores.
A la muerte de Alptegin, el emir samánida Mansur I confirió a Abu Ishaq el gobierno de Gazni, reconociendo a Sebuktegin como heredero, cargo que alcanzó en 977. Ese mismo año marchó contra Toghan, que se había opuesto a su sucesión, y luego contra Kandahar. Esto impulsó al príncipe indio Jayapala a lanzar un  ataque contra Gazni, pero a pesar de reunir 100.000 guerreros, fue derrotado.
La batalla tuvo lugar en Lagmán, y Jayapala fue obligado a pagar un gran tributo, pero luego se negó a pagar, encarcelando a los recaudadores de Sebuktegin, y aliándose con los reinos de Delhi, Ajmer, Kalinjar y Kannauj, que resultaron derrotados. Sebuktegin anexionó entonces Afganistán y Peshawar, así como las tierras al oeste del río Neelum.
En 994 se involucró en ayuda del samánida Nuh II contra revueltas internas, derrotando a los rebeldes en Balj y Nishapur, por lo que adoptó el título de Nasir ud-Din (Héroe de la Fe), y para su hijo Mahmud, los de gobernador de Jorasán y Saif ud-Dawla (Espada del estado).

## Legado
Sebuktegin cayó enfermo durante la campaña de Balj, retirándose a Gazni, donde murió. Su cuerpo fue enterrado en Termez o Gazni, siendo sucedido por su hijo Ismail.